# Puchar Świata w kolarstwie przełajowym 1997/1998
Puchar Świata w kolarstwie przełajowym w sezonie 1997/1998 to 5. edycja tej imprezy. Organizowany przez UCI, obejmował tylko zawody dla mężczyzn. Pierwszy wyścig odbył się 26 października 1997 roku w szwajcarskim Eschenbach, a ostatni 18 stycznia 1998 roku w holenderskim Heerlen.
Trofeum sprzed roku bronił Holender Adrie van der Poel. W tym sezonie triumfował jego rodak - Richard Groenendaal.

## Wyniki
| Lp | Miejscowość    | Data                 | 1. miejsce          | 2. miejsce          | 3. miejsce          |
| -- | -------------- | -------------------- | ------------------- | ------------------- | ------------------- |
| 1. | Wangen         | 26 października 1997 | Richard Groenendaal | Adrie van der Poel  | Beat Wabel          |
| 2. | Praga          | 22 listopada 1997    | Dieter Runkel       | Adrie van der Poel  | Richard Groenendaal |
| 3. | Solbiate Olona | 6 grudnia 1997       | Daniele Pontoni     | Richard Groenendaal | Marc Janssens       |
| 4. | Koksijde       | 21 grudnia 1997      | Richard Groenendaal | Adrie van der Poel  | Marc Janssens       |
| 5. | Pontchâteau    | 4 stycznia 1998      | Daniele Pontoni     | Richard Groenendaal | Adrie van der Poel  |
| 6. | Heerlen        | 18 stycznia 1998     | Richard Groenendaal | Adrie van der Poel  | Mario De Clercq     |

## Klasyfikacja generalna
| Lp. | Zawodnik            | Punkty |
| --- | ------------------- | ------ |
| 1.  | Richard Groenendaal | 260    |
| 2.  | Adrie van der Poel  | 212    |
| 3.  | Daniele Pontoni     | 161    |
| 4.  | Marc Janssens       | 137    |
| 5.  | Dieter Runkel       | 129    |
| 6.  | Radomír Šimůnek     | 109    |
| 7.  | Peter Van Santvliet | 108    |
| 8.  | Mario De Clercq     | 100    |
| 9.  | Erwin Vervecken     | 98     |
| 10. | Jiří Pospíšil       | 92     |